# Вацлав I Легницкий
Вацлав I Легницкий (пол. Wacław I legnicki, нем. Wenzel I von Liegnitz; 1310/1318 — 2 июня 1364) — князь Намыслувский (1338—1342), Легницкий (1342—1345), Хойнувский и Злоторыйский (1345—1346), Легницкий (1346—1359), Легницкий и Злоторыйский (1359—1364).

## Биография
Представитель легницкой линии Силезских Пястов. Старший сын князя легницко-бжегского Болеслава III Расточителя (1291—1352) и Маркеты Пржемысловны (1296—1322), дочери короля Чехии и Польши Вацлава II. Он был назван в честь своего деда по материнской линии, короля Вацлава II.
О детстве и юности Вацлава ничего неизвестно. В исторических документах Вацлав упоминается с 1329 года, когда он вместе со своим отцом, Болеславом Расточителем, князем легницким и бжегским, принес ленную присягу на верность корою Чехии Иоганну Люксембургскому. Уже в 1338 году Вацлав получил во владение от своего отца во владение Намыслув с округой.
В 1342 году Болеслав III Расточитель передал во владение своим уже взрослым сыновьям Вацлаву I и Людвику I Легницкое княжество, а себе оставил небольшой удел, в который входили Бжег и Олава. Чтобы погасить свои многочисленные долги, Болеслав Расточитель почти сразу же продал Намыслув польскому королю Казимиру III Великому.
Первоначально братья Вацлав I и Людвик I решили не разделять отцовские владения и правили вместе, пытаясь найти выход из огромных отцовских долгов. Ресурсы Легницкого княжества были минимальны, потому что их эксцентричный отец продал несколько продуктивных земельных участков. Только после открытия месторождений золота в Миколаёвице финансовое положение княжества незначительно улучшилось.
В 1345 году князь-соправители Вацлав и Людвиг Легницкие решили разделить отцовские владения. Младший брат Людвик получил во владение Легницу, столицу княжества, а Вацлаву достались города Хойнув, Злоторыя, Хоцянув и Любин.
Однако, в течение одного года, Вацлав передумал, считая, что разделение Легницкого княжества по сути своей является несправедливым. Две причины побудили его: он был тяжело болен, и после восьми лет бездетного брака, его жена ждала своего первого ребенка. Вацлав претендовал на всё Легницкое княжество. В обмен на это Вацлав обещал сделать Людвика своим единственным наследником, даже если его нерожденный ребенок будет сыном. Людвик согласился и отказался от Легницы в пользу старшего брата Вацлава. В обмен он получил денежную компенсацию в размере 400 гривен в год и дворец в городе Бычина.
Вскоре оказалось, однако, что Вацлав, несмотря на плохое состояние здоровья, вовсе не собирается умирать. Ситуация еще более осложняется после рождения Руперта, первого из четырех сыновей Вацлава.
Князь Вацлав Легницкий, желая заставить Людвика отказаться от претензий на Легницкое княжество, решил приостановить выплату ему денежной ренты. Ситуация остается нестабильной до смерти их отца Болеслава III Расточителя (21 апреля 1352 года), которая вылилась в гражданскую войну между братьями.
Несмотря на попытки посредничества князя Конрада I Олесницкого, епископа вроцлавского Пшеслава из Пожеголя и германского императора Карла IV Люксембургского, гражданская война между братьями продолжалась с перерывами шесть лет. Война закончилась только в июле 1359 года, когда было заключено мирное соглашение между Вацлавом и Людвиком. Князь Вацлав Легницкий вынужден был выделить Людвику Хойнув и половину унаследованных владений своей мачехи Катарины Шубич (Бжег и Олава). вторую половину вместе с городами Бычина и Ключборк Вацлав уже успел продать князю Больку II Свидницкому. Дополнительной уступкой Вацлава была выплата компенсацию младшему брату в размере 4 500 гривен.
Кроме конфликта с младшим братом, Вацлав Легницкий также был вовлечен в распространение власти Люксембургского дома в Силезии. В 1348 году про поручению императора он исполнял функции посредника в споре между епископом вроцлавским Пшеславом из Пожеголя и вроцлавским капитулом. В феврале 1348 года князь Вацлав Легницкий сопровождал императора Священной Римской империи Карла IV Люксембурга в Баутцен для того, чтобы договориться о встрече с Фридрихом II, маркграфом Мейсенским и ландграфом Тюрингским, с целью урегулирования пограничных споров. В 1360 году Вацлав Легницкий выступал в качестве посредника в споре между князьями Конрадом I Олесницким и Пшемыславом I Носаком Цешинским из-за Бытомско-Козленского княжества.
В течение всего периода правления главной проблемой Вацлава I была пустая княжеская казна. Речь не шла здесь, однако, только за плохое управление старшего сына Болеслава III Расточителя, но и за огромные долги, унаследованные им от отца. Поэтому неудивительно, что большая часть территории Легницкого княжества оказалась вскоре в аренде и залоге соседних князей и епископов, и даже простых рыцарей и горожан.
Несмотря на катастрофическое финансовые проблемы, Вацлав Легницкий приступил к осуществлению ряда мероприятий, в целях повышения престижа княжества, и его самого. Он основал бенедиктинский монастырь и коллегиату Гроба Господня в Легнице. Также он распорядился отчеканить золотую монету под названием «вацлавки», которая была распространена по всему княжеству.
Вацлав I Легницкий скончался 2 июня 1364 года и был похоронен в созданной им церкви Гроба Господня в Легнице. Несмотря на отлучение Вацлава от церкви за неоплаченные долги, обошлось без серьезных осложнений. Только в 1365 году сыновья Вацлава смогли добиться отмены отлучения от церкви. Надгробная плита князя прекрасной работы сохранилась до настоящего времени (сейчас она находится в Легницком соборе).

## Семья
В 1338/1340 году князь Вацлав Легницкий женился на Анне Цешинской (ок. 1325—1367), старшей дочери князя князя Казимира I Цешинского (1280/1290 — 1358) и Евфимии Мазовецкой. Супруги имели пять детей:
- Руперт I (27 марта 1347 — 1/12 января 1409), князь Легницкий (1364—1409)
- Вацлав II (1348 — 30 декабря 1419), князь Легницкий (1364—1413), епископ Любушский (1375—1382) и Вроцлавский (1382—1417)
- Болеслав IV (ок. 1349 — 3/4 марта 1394), князь Легницкий (1364—1394)
- Ядвига (ок. 1351 — 1 августа 1409), муж с 10 февраля 1372 года Генрих VI, князь Жаганьский (ок. 1345—1393)
- Генрих VIII (ок. 1355 — 12 декабря 1398), князь Легницкий (1364—1398), епископ Вроцлавека (1389—1398).